# Иванов, Вениамин Михайлович
Вениами́н Миха́йлович Ивано́в (8 ноября 1923, Чобыково, Сернурский кантон, Марийская автономная область — 14 февраля 1971, г. Йошкар-Ола, Марийская АССР) — марийский советский писатель, переводчик, журналист, член Союза писателей СССР с 1964 года. Председатель Союза писателей Марийской АССР (1968—1971). Участник Великой Отечественной войны. Член ВКП(б).

## Биография
Родился 8 ноября 1923 года в д. Чобыково ныне Новоторъяльского района Марий Эл в семье крестьянина-середняка. Окончил Новоторъяльское педагогическое училище, стал литературным сотрудником Новоторъяльской районной газеты Марийской АССР.
В 1942 году призван в РККА. Участник Великой Отечественной войны: окончил интендантское военное училище, делопроизводитель зенитно-артиллерийского дивизиона. Прошёл путь от лейтенанта интендантской службы до капитана. Вступил в ВКП(б). Демобилизовался из армии 12 июня 1946 года.
Вернувшись на родину, работал в Марийском книжном издательстве, редакции республиканского журнала «Ончыко». В 1968—1971 годах был председателем правления Союза писателей Марийской АССР.

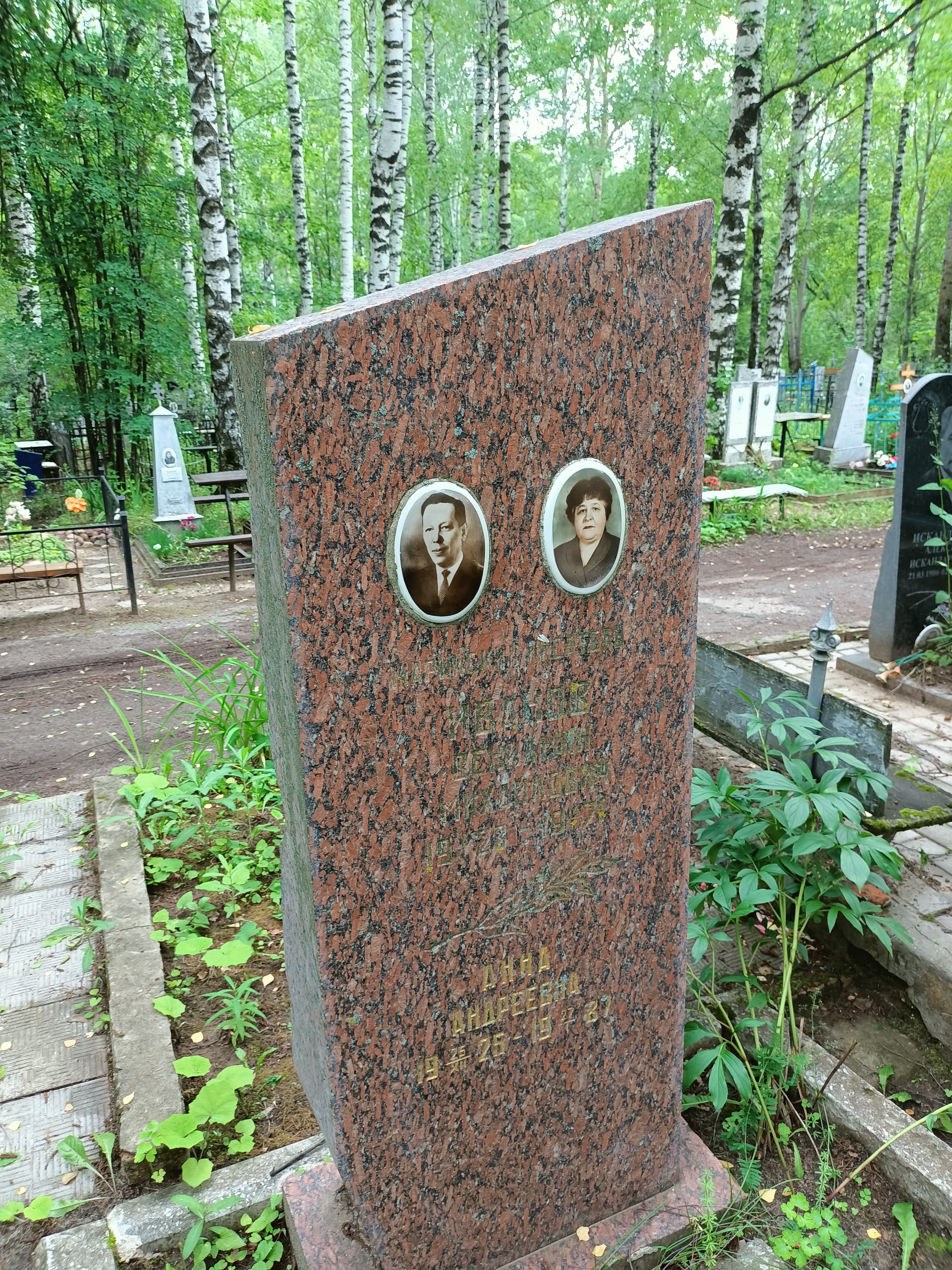
Могила Иванова Вениамина Михайловича на Туруновском кладбище Йошкар-Олы

Скоропостижно скончался 2 февраля 1971 года в Йошкар-Оле.

## Литературная деятельность
Писать стихи и рассказы начал с детства, печатался на страницах пионерской газеты «Ямде лий». В 1939 году в молодёжной газете «Рвезе коммунар» («Молодой коммунист») появился его рассказ «Саскавий», на основе которой позже была написана одноимённая лирическая повесть.
Являлся членом Союза писателей СССР с 1964 года. Многогранный и плодовитый литератор: писал стихи, рассказы, повести, пьесы, романы. Заметным явлением в истории марийской литературы стало его послевоенная лирическая проза (повести «Ломберсолаште» («В Черёмушках»), «Саскавий», «Кок илыш» («Две жизни») Пьеса «Канде пеледыш» («Голубой цветок») в 1959 году была поставлена на сцене Маргостеатра.
Роман «Тÿтан» («Буря») посвящён героической борьбе советского народа с фашистами. Роман «Арслан» рассказывает о становлении советской власти в Марийском крае.
Известны его детские произведения (повести «Яктер» — в русском переводе «Келай и его друзья», «Весна», «Мой брат Эйно», «Тропинка» и др.).
Отдельные произведения издавались в переводе на молдавский, эстонский, венгерский, удмуртский, башкирский, татарский и чувашский языки. Сам писатель перевёл на родной язык произведения А. Пушкина, М. Лермонтова, С. Щипачёва, А. Кутуя и других.
В последние годы жизни работал над повестью «Ош имне» («Белая лошадь»), которая частями была опубликована лишь после его смерти в журнале «Ончыко». Повесть «Ава шÿм» («Сердце матери») посвящена земляку, репрессированному партийному деятелю 1930-х годов Н. Сапаеву и его сыну, будущему композитору Э. Сапаеву, была издана в 1991 году в Марийском книжном издательстве. На её основе В. Сапаев и В. Домрачев написали пьесу «Эрге», спектакль по которой поставил Марийский театр юного зрителя.

## Основные произведения
Далее представлен список основных произведений В. М. Иванова на марийском языке и в переводе на русский язык:

### На марийском языке
- Сирень пеледеш: повесть // Пиалан илыш. 1949. № 25. С. 11—104.
- Мемнан мурына: поэма ден почеламут-шамыч / С. Вишневский, М. Чойн, В. Иванов [Наши песни: поэма и стихи]. — Йошкар-Ола, 1949. — 112 с.
- Тӱредме жап: ойлымаш // Пиалан илыш. 1952. № 36. С. 89—96.
- Памаш ден сад: йоча почеламут-шамыч [Родник и сад: стихи для детей]. — Йошкар-Ола, 1953. — 32 с.
- Волгыдо ӱжара: повесть [Светлая заря]. — Йошкар-Ола, 1954. — 148 с.
- Эргым дене мутланымаш: ойлымаш-вл. [Разговор с сыном: рассказы]. —Йошкар-Ола, 1957. —16 с.
- Тӱҥалме корно: повесть да ойлымаш-влак [Начало пути: повесть и рассказы]. — Йошкар-Ола, 1959. — 120 с.
- Ломберсолаште: повесть [В Черёмушках]. — Йошкар-Ола, 1960. — 80 с.
- Шошо: повесть [Весна]. — Йошкар-Ола, 1961. — 88 с.
- Межнеч: пьеса // Йоча театр. — Йошкар-Ола, 1961. — С. 76—92.
- Саскавий: повесть. — Йошкар-Ола, 1962. — 84 с.
- Яктер: повесть [Сосновый бор]. — Йошкар-Ола, 1963. — 104 с.
- Тӱтан: роман [Буря]. — Йошкар-Ола, 1965. — 376 с.
- Новелла-влак // Ончыко. 1967. № 2. С. 69—72.
- Вӱдшӧ келге, серже тура: повесть [Река глубока, берега круты]. — Йошкар-Ола, 1968. — 100 с.
- Шӱм ок мондо: повесть-влак [Сердце не забывает]. — Йошкар-Ола, 1971. — 232 с.
- Ош имне: повесть // Ончыко. 1972. № 2. С. 93—96.
- Уна: ойлымаш-влак [Гость: рассказы]. — Йошкар-Ола, 1975. — 128 с.
- Арслан: роман. — Йошкар-Ола, 1976. — 264 с.
- Ава шӱм: повесть // Ончыко. 1988. № 1. С. 7—62.
- Ломберсолаште; Ава шӱм: повесть-влак // Ава шӱм. — Йошкар-Ола, 1991. — С. 3—58; 59—142.

### В переводе на другие языки
- Родник: стихи для детей. — Йошкар-Ола, 1957. — 44 с.
- Подруги: рассказ / пер. В. Муравьева // Родник: рассказы марийских писателей. — М., 1961. — С. 145—191.
- Гость; Начало пути; Вернись, Анук!; Мотылёк: рассказы / пер. B. Муравьёва // Рассказы марийских писателей. — Йошкар-Ола, 1961. — C. 5—11; 19—25 ; 73—79; 88—97.
- Весна: повести / пер. В. Муравьёва. — Йошкар-Ола, 1962. — 164 с.
- Келай и его друзья: повести / пер. В. Муравьёва. — М., 1963. — 96 с.; 1981. — 128 с.
- Саскавий: повесть / пер. В. Муравьёва. — М., 1965. — 88 с.
- Мой брат Эйно: повесть / пер. В. Муравьёва. — М., 1968. — 80 с.
- Жаворонок; Ты пишешь мне; Друг дорогой!..: стихи / пер. Э. Левонтина // Песнь любви. Т. 2. — М., 1972. — С. 129.
- Тропинка: роман, повести / пер. В. Муравьёва. — М., 1973. — 320 с.
- Мой брат Эйно: отрывок из повести / пер. В. Муравьёва // Зелёная роща. —Йошкар-Ола, 1976. — С. 97—131.
- Арслан: повести / пер. В. Муравьёва. — М., 1977. — 272 с.
- Жаворонок: стихи / пер. Э. Левонтина // Песня, ставшая книгой: рождённая Октябрём поэзия. — М., 1982. — С. 359.
- Штык: стихи / пер. С. Поделкова // Созвездие. — М., 1982. — С. 22.
- Тропинка: роман, повести / пер. В. Муравьёва // Волжские просторы. —Йошкар-Ола, 1984. — 320 с.

## Награды
- Медаль «За победу над Германией в Великой Отечественной войне 1941—1945 гг.»[3]
- Почётная грамота Президиума Верховного Совета РСФСР (1965)[2][4]